# Yuan Muzhi
Yuan Muzhi (ou Yuán Mù Zhī, chinois : 袁牧之) était un acteur-réalisateur de la République de Chine puis de la République populaire de Chine, né le 3 mars 1909 et mort le 30 janvier 1978.
En tant qu'acteur, Yuan devint très populaire et acquis le surnom de « L'homme aux mille visages ». Il est surtout connu pour son rôle dans le film Enfants de Chine 風雲兒女 Fēngyún ér-nǚ ; en anglais : Sons and Daughters in a Time of Storm - (1935), notamment pour avoir été l'un des deux chanteurs originaux (avec Gu Menghe) de l'hymne national chinois : La Marche des Volontaires.
Sa carrière lui offrit l'occasion de passer derrière la caméra. Son film Malu Tianshi (1937) (en chinois 馬路天使 , en anglais Street Angel, en français Les Anges du boulevard), avec en premier rôle la célèbre chanteuse Zhou Xuan, est toujours considéré comme l'un des meilleurs films de la "deuxième génération" du cinéma chinois.
Après 1949, Yuan continua d'être très influent dans l'industrie cinématographique chinoise, contribuant à la création des studios Dongbei, qui deviendront la première société de production contrôlée par l'État de la République populaire de Chine.
Yuan fut un représentant à la première assemblée nationale populaire et à la troisième conférence consultative politique du peuple chinois.

## Filmographie incomplète

### Acteur
- 1934 : Les Malheurs de la jeunesse ( 桃李劫 pinyin: Táolǐ jié) de Ying Yunwei
- 1935 : Enfants de Chine (風雲兒女 pinyin: Fēngyún ér-nǚ)
- 1936 : Unchanged Heart in Life and Death (生死同心)
- 1938 : The Eight Hundred Heroes (八百壯士)

### Réalisateur
- 1935 : Scenes of City Life (en) (都市風光 pinyin: Dūshì fēnguāng) avec Bai Lu
- 1937 : Les Anges du boulevard ( 馬路天使 pinyin: Malu Tianshi) avec Zhou Xuan, Zhao Dan, Wang Jiting

## Référence
- Harry Kuoshu (2002) : Celluloid China: Cinematic Encounters with Culture and Society, Southern Illinois University Press,  (ISBN 978-0-8093-2455-2)